# فرانك هاجني
فرانك هاجني (بالإنجليزية: Frank Hagney)‏ هو ممثل أسترالي، ولد في 20 مارس 1884 بسيدني في أستراليا، وتوفي في 25 يونيو 1973 بلوس أنجلوس في الولايات المتحدة.

## أعمال

### أفلام
- (1926) الجنرال
- (1934) جزيرة الكنز
- (1935) المخبر
- (1936) الأزمنة الحديثة
- (1938) مغامرات روبن هود[1]
- (1941) دكتور جيكل ومستر هايد
- (1943) البيت المجنون
- (1945) مغامرة
- (1946) إنها حياة رائعة[2]
- (1948) جان دارك
- (1950) يوم في المدينة
- (1951) ها قد أتى العروس
- (1952) أضواء المسرح
- (1956) إقناع ودي

## وصلات خارجية
- فرانك هاجني على موقع IMDb (الإنجليزية)
- فرانك هاجني على موقع ألو سيني (الفرنسية)
- فرانك هاجني على موقع قاعدة بيانات الأفلام السويدية (السويدية)
- فرانك هاجني على موقع قاعدة بيانات الفيلم (الإنجليزية)
- فرانك هاجني على موقع كينوبويسك (الروسية)